# E venne un uomo
E venne un uomo è il film del 1965 diretto da Ermanno Olmi che racconta la storia della vita di papa Giovanni XXIII, conterraneo del regista bergamasco.
Il protagonista del film è Rod Steiger che compare come "mediatore": racconta cioè la vita del papa senza impersonarlo in prima persona.

## Produzione
Il regista utilizzò alcuni attori non professionisti per interpretare alcune figure caratteristiche della vita giovanile di Roncalli; furono chiamati alcuni attori gandinesi della locale Compagnia Stabile Loverini. Rita Bertocchi, di Gandino, ebbe il ruolo di madre del futuro pontefice, mentre Pietro Gelmi di Leffe ebbe il ruolo del padre.